# サン・ローラン (駆逐艦・初代)
シグニット (HMS Cygnet) はイギリス海軍の駆逐艦。C級。1932年竣工。1937年にカナダへ売却され、サン・ローラン (HMCS St. Laurent) と改名された。

## 艦歴
1930年12月1日起工。1931年9月29日進水。1932年4月1日竣工。
シグニットは1932年4月9日に就役し、本国艦隊の第2駆逐群に編入された。最初の2年間はその多くが修理に費やされた。デヴォンポートで1932年11月から1933年1月、1933年の3月から5月、7月から8月、1933年11月から1934年1月に修理が行われた。1934年1月から3月まで本国艦隊とともに西インド諸島に展開。4月から5月と7月25日から8月31日まで再び修理を実施。アビシニア危機の際は、1935年9月から1936年4月まで紅海に展開した。イギリスに戻るとデヴォンポートで4月20日から6月18日まで修理。スペイン内戦では1936年7月から8月までビスケー湾で禁制品の取り締まりやイギリス船籍の船舶の保護に従事した。
シグニットは同型艦のクレセントとともに合計40万ポンドでカナダへ売却された。カナダ用に改修された。1937年2月1日に引き渡され、サン・ローランと改名されて2月17日にカナダ海軍で就役した。サン・ローランはハリファックス配備となり、5月にそこに到着。1年そこにとどまった後、1938年にエスクワイモルトへ移った。
1939年8月31日に「サン・ローラン」と「フレーザー」はハリファックスへの移動が命じられ、9月10日にパナマ運河を通過し、ジャマイカのキングストンで給油をして、「サン・ローラン」は「フレーザー」より4時間送れて9月15日0時45分にハリファックスに到着。そこを拠点に周辺での船団護衛に従事した。12月10日から12日には第1カナダ歩兵師団の7400名をイギリスへ運ぶTC1船団の護衛も行っている。1940年5月、イギリス行きが命じられ「サン・ローラン」と「レスティゴーシュ」、「スキーナ」は24日にハリファックスから出航した。5月31日にはイギリス海峡付近に到達。ドイツ潜水艦「U101」により商船が沈められており、3隻は潜水艦捜索を命じられた。「サン・ローラン」と「レスティゴーシュ」は爆雷攻撃を行ったものの「U101」を沈めることは出来なかった。同日、プリマスに到着した。
6月6日、サン・ローランはイギリス軍を撤退させるためル・アーヴルへ行きを命じられた。だが、何も見つけられず、6月11日に少数のフランス兵を収容した。サン＝バレリ＝アン＝コー付近でドイツ軍からの砲撃を受けたが命中弾は無かった。イギリスに戻ると6月中旬はカナダやオーストラリア、ニュージーランドから到着する船団の護衛を行い、それからウェスタンアプローチ管区に移った。
7月2日、戦艦ネルソンを護衛していたサン・ローランは、護衛無しで航行していた客船アランドラ・スターがアイルランドのマリンヘッドの北東125海里ほどの場所で雷撃を受けたとの知らせを受け取った。アランドラ・スター沈没から約4時間半後に到着したサン・ローランは857人を救助した。8月4日、HX60船団防衛中、スループサンドウィッチとともにドイツ潜水艦U52に大損害を与えた。12月2日にサン・ローランはドイツ潜水艦U99に沈められた武装商船フォーファーの生存者を救助。また、タンカーConchの生存者救助もしている。
1941年3月3日から7月11日までハリファックスで修理が行われ、それから中部大西洋での船団護衛を行うニューファンドランド護衛部隊 (Newfoundland Escort Force) の第14護衛グループに編入された。11月、強風の中ON33船団を護衛していたサン・ローランはひどく損傷し、修理のためハリファックスに戻った。12月にはMid-Ocean Escort Forceへ移った。1942年4月から8月までハリファックスで修理を実施。12月後半ON154船団防衛のC1護衛グループに編入され、12月27日にアゾレス諸島の北でドイツ潜水艦U356を沈めた。
1943年8月17日から12月までダートマスで修理。1944年3月10日、北大西洋で駆逐艦フォレスター、フリゲートオーエン・サウンド、スウォンジーとともにドイツ潜水艦U845を沈めた。

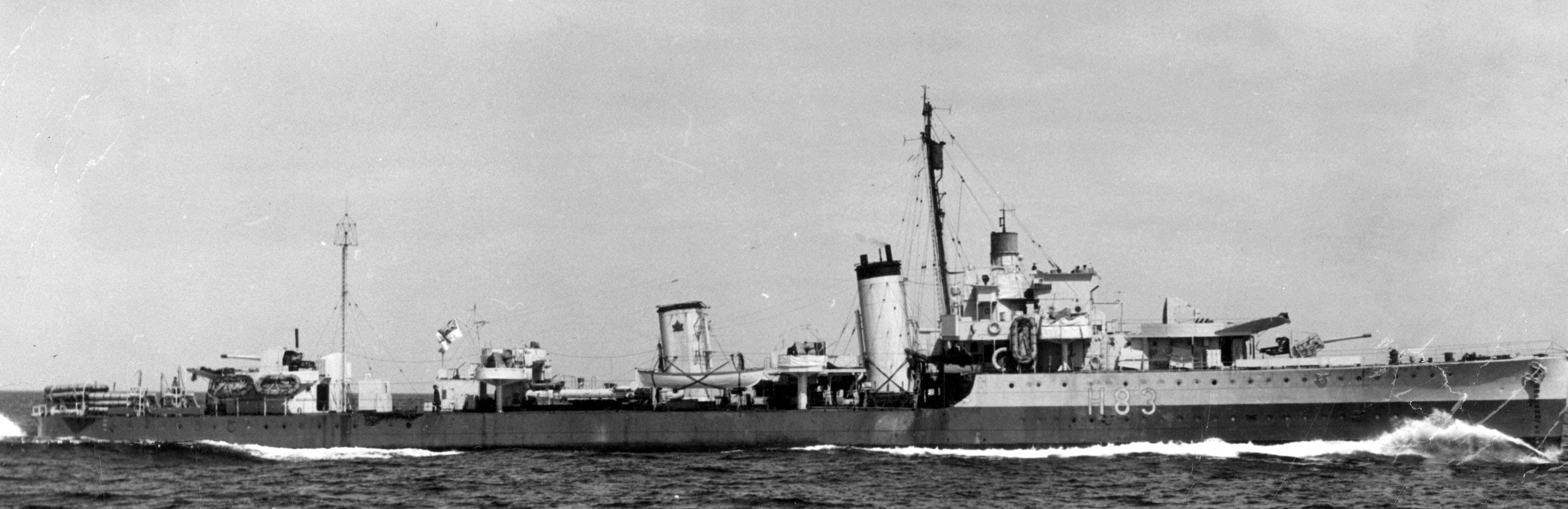
大戦後期のサン・ローラン

1944年5月、ノルマンディー上陸作戦支援のため第11護衛グループに転属。D-デイから6月9日まで駆逐艦ショーディエール、ガティノー、クートニー、オタワとともに侵攻部隊へのドイツ潜水艦による攻撃を防ぐためイギリス海峡入口に展開した。次いでビスケー湾で対潜水艦作戦に従事。8月13日、サン・ローランとオタワはサンダーランド飛行艇によって撃沈されたドイツ潜水艦U270の生存者を救助した。この任務を10月まで続け、それからカナダに戻って1944年11月から1945年3月20日までシェルバーンで修理を実施。完了後はハリファックス護衛部隊 (Halifax Escort Force) に配属され、東海岸で船団の防衛に当たった。5月6日のドイツ降伏後は兵員輸送船として使用され、1945年10月10日に退役。1947年に売却され解体。

## 護衛した大西洋横断船団
| 船団名    | 護衛グループ | 期間                   | 区間                                   |
| --------- | ------------ | ---------------------- | -------------------------------------- |
| HX138船団 |              | 1941年7月15-23日       | ニューファンドランドからアイスランド   |
| SC45船団  |              | 1941年9月22-29日       | ニューファンドランドからアイスランド   |
| ON21船団  |              | 1941年10月5-14日       | アイスランドからニューファンドランド   |
| SC51船団  |              | 1941年11月2-4日        | ニューファンドランドからアイスランド   |
| ON33船団  |              | 1941年11月10-13日      | アイスランドからニューファンドランド   |
| SC58船団  |              | 1941年12月6-15日       | ニューファンドランドからアイスランド   |
| ON48船団  |              | 1941年12月26-          | 北アイルランドからニューファンドランド |
| HX170船団 |              | 1942年1月13-16日       | ニューファンドランドから北アイルランド |
| SC65船団  |              | 1942年1月20-29日       | ニューファンドランドから北アイルランド |
| ON62船団  |              | 1942年2月6-15日        | 北アイルランドからニューファンドランド |
| SC72船団  |              | 1942年3月7-16日        | ニューファンドランドから北アイルランド |
| ON81船団  |              | 1942年3月30日-4月9日   | 北アイルランドからニューファンドランド |
| ON119船団 | C2           | 1942年8月15-20日       | アイスランドからニューファンドランド   |
| ON121船団 | C3           | 1942年8月20-22日       | アイスランドからニューファンドランド   |
| ON126船団 | B3           | 1942年8月30日-9月13日  | 北アイルランドからニューファンドランド |
| ON133船団 | C1           | 1942年9月26日-10月6日  | 北アイルランドからニューファンドランド |
| ON143船団 | C1           | 1942年11月9-13日       | 北アイルランドからニューファンドランド |
| SC110船団 | C1           | 1942年11月24日-12月6日 | ニューファンドランドから北アイルランド |
| ON154船団 | C1           | 1942年12月19-31日      | 北アイルランドからニューファンドランド |
| HX227船団 | B6           | 1943年2月24日-3月5日   | ニューファンドランドから北アイルランド |
| ONS2船団  | C1           | 1943年4月5-14日        | 北アイルランドからニューファンドランド |
| SC127船団 | C1           | 1943年4月20日-5月2日   | ニューファンドランドから北アイルランド |
| ON184船団 | C1           | 1943年5月16-25日       | 北アイルランドからニューファンドランド |
| HX242船団 |              | 1943年6月6-4日         | ニューファンドランドから北アイルランド |
| ON190船団 |              | 1943年6月25日-7月3日   | 北アイルランドからニューファンドランド |
| HX247船団 |              | 1943年7月14-21日       | ニューファンドランドから北アイルランド |
| ON195船団 |              | 1943年8月3-8日         | 北アイルランドからニューファンドランド |
| HX276船団 |              | 1944年1月27日-2月6日   | ニューファンドランドから北アイルランド |
| ON224船団 |              | 1944年2月15-26日       | 北アイルランドからニューファンドランド |
| SC154船団 |              | 1944年3月2-15日        | ニューファンドランドから北アイルランド |
| ONS32船団 |              | 1944年3月29日-4月13日  | 北アイルランドからニューファンドランド |
| HX287船団 |              | 1944年4月22-25日       | ニューファンドランドから北アイルランド |
| ON267船団 |              | 1944年11月19-24日      | 北アイルランドからニューファンドランド |

## 戦果
シグニットは就役中、1隻のUボートを撃沈した。
| 日付           | Uボート | 型   | 位置                                                                             | 備考                              |
| -------------- | ------- | ---- | -------------------------------------------------------------------------------- | --------------------------------- |
| 1942年12月27日 | U-356   | VIIC | 大西洋、フィニステレ岬北西 北緯45度30分 西経25度40分 / 北緯45.500度 西経25.667度 | サン・ローランの砲撃と 爆雷による |